# Cratere Al-Fakik
Al-Fakik è un cratere sulla superficie di Encelado.